# Селце (Тетово)
Селце (мкд. Селце) је насеље у Северној Македонији, у северозападном делу државе. Селце припада општини Тетово.

## Географија
Насеље Селце је смештено у северозападном делу Северне Македоније. Од најближег већег града, Тетова, насеље је удаљено 5 km северозападно.
Селце се налази у доњем делу историјске области Полог. Насеље је положено на брдима изнад Полошког поља. Источно од насеља пружа се тло спушта у поље, а западно се издиже главно било Шар-планине. Надморска висина насеља је приближно 830 метара.
Клима у насељу је планинска због знатне надморске висине.

## Становништво
Селце је према последњем попису из 2002. године имало 2.538 становника.
Претежно становништво у насељу су Албанци (99%).
Већинска вероисповест је ислам.